# المان خط
المان خط یا عنصر خط(به انگلیسی: line element)را می توان به طور غیررسمی به عنوان یک پاره خط مرتبط با یک بی نهایت کوچک بردار جابجایی در نظر گرفت. فضای متریک. طول عنصر خط، که ممکن است به عنوان یک دیفرانسیل طول قوس در نظر گرفته شود، تابعی از تانسور متریک است و با {\displaystyle ds} نشان داده می شود.
عناصر خط در فیزیک، به‌ویژه در نظریه‌های گرانش (به‌ویژه نسبیت عام) استفاده می‌شوند که در آن فضا زمان به‌عنوان یک منیفولد منحنی شبه ریمانی مدل‌سازی می‌شود. یک تانسور متریک مناسب است.

## فرمول های عمومی
تعریف مستقل از مختصات مربع عنصر خط "ds" در "n"-بعدال ریمانی یا منیفولد شبه ریمانی (در فیزیک معمولاً یک منیفولد لورنتسی «مربع طول» یک جابجایی بینهایت کوچک است {\displaystyle d\mathbf {q} } (در منیفولدهای شبه ریمانی احتمالاً منفی) که از ریشه دوم آن باید برای محاسبه طول منحنی استفاده شود:{\displaystyle ds^{2}=d\mathbf {q} \cdot d\mathbf {q} =g(d\mathbf {q} ,d\mathbf {q} )}در جایی که g تانسور متریک است، "·" نشان دهنده حصول داخلی است، و dq یک بی نهایت کوچک [ [جابجایی (بردار)|جابجایی]] در منیفولد (شبه) ریمانی. با پارامتر کردن یک منحنی {\displaystyle q(\lambda )}، می‌توانیم طول قوس طول منحنی منحنی را بین {\displaystyle q(\lambda _{1})} و < تعریف کنیم. {\displaystyle q(\lambda _{2})} به عنوان انتگرال: :
{\displaystyle s=\int _{\lambda _{1}}^{\lambda _{2}}d\lambda {\sqrt {\left|ds^{2}\right|}}=\int _{\lambda _{1}}^{\lambda _{2}}d\lambda {\sqrt {\left|g\left({\frac {dq}{d\lambda }},{\frac {dq}{d\lambda }}\right)\right|}}=\int _{\lambda _{1}}^{\lambda _{2}}d\ lambda{\sqrt {\left|g_{ij}{\frac {dq^{i}}{d\lambda }}{\frac {dq^{j}}{d\lambda }}\right|}}}
برای محاسبه طول معقول منحنی ها در منیفولدهای شبه ریمانی، بهتر است فرض کنیم که جابجایی های بینهایت کوچک در همه جا علامت یکسانی دارند. به عنوان مثال. در فیزیک مربع یک عنصر خط در امتداد منحنی خط زمانی (در قرارداد امضای {\displaystyle -+++}) منفی است و جذر منفی مربع عنصر خط در امتداد منحنی، زمان مناسب برای ناظری که در امتداد منحنی حرکت می کند. از این منظر، متریک علاوه بر عنصر خط، سطح و المان حجم و غیره را نیز تعریف می‌کند.

### شناسایی مربع عنصر خط با تانسور متریک
از آنجایی که {\displaystyle d\mathbf {q} } دلخواه "مربع طول قوس" است {\displaystyle ds^{2}} کاملاً متریک را تعریف می کند، بنابراین معمولاً بهتر است عبارت {\displaystyle ds^{2}} به‌عنوان تعریفی از خود تانسور متریک، که با نمادی پیشنهادی اما غیر تنشی نوشته شده است: :{\displaystyle ds^{2}=g} این شناسایی مربع طول کمان {\displaystyle ds^{2}} با متریک در n-بعد کلی مختصات منحنی آسان تر است.
(q = (q1، q2، q3، . ..، qn
که در آن به عنوان یک تانسور رتبه ۲ متقارن نوشته شده است همزمان با تانسور متریک: :{\displaystyle ds^{2}=g_{ij}dq^{i}dq^{j}=g}.
در اینجا از شاخص i و j مقادیر 1، 2، 3، ...، n و کنوانسیون جمع انیشتین استفاده می شود. نمونه‌های رایج فضاهای ریمانی (شبه) شامل سه بعدی فضا (بدون احتساب مختصات زمان)، و در واقع چهاربعدی فضا زمان است.

## مختصات منحنی کل
با توجه به مبنای دلخواه فضایی به ابعاد {\displaystyle n,\{{\hat {b}}_{i}\}}، متریک به عنوان حاصلضرب داخلی بردارهای پایه تعریف می‌شود.
{\displaystyle g_{ij}=\langle {\hat {b}}_{i},{\hat {b}}_{j}\rangle }
جایی که {\displaystyle 1\leq i,j\leq n} و حاصلضرب داخلی نسبت به فضای محیط است (معمولاً {\displaystyle \delta _{ij}} آن)
بر اساس مختصات {\displaystyle {\hat {b}}_{i}={\frac {\partial }{\partial x^{i}}}}
اساس مختصات نوع خاصی از پایه است که به طور منظم در هندسه دیفرانسیل استفاده می شود.

## عناصر خط در فضازمان 4 بعدی

### فضای زمان مینکوفسکی
سنجه مینکوفسکی عبارت است از: : در جایی که یک علامت یا علامت دیگر انتخاب می شود، از هر دو قرارداد استفاده می شود. این فقط برای فضا زمان مسطح اعمال می شود. مختصات توسط این عبارت داده می شود: :
{\displaystyle \mathbf {x} =(x^{0},x^{1},x^{2},x^{3})=(ct,\mathbf {r} )\,\Rightarrow \,d\mathbf {x} =(cdt,d\mathbf {r} )}
بنابراین عنصر خط عبارت است از: :
{\displaystyle {\displaystyle ds^{2}=\pm (c^{2}dt^{2}-d\mathbf {r} \cdot d\mathbf {r} ).}}

### مختصات شوارتزشیلد
در مختصات شوارتزشیلد مختصات {\displaystyle \left(t,r,\theta ,\phi \right)} هستند که معیار کلی فرم است: :
{\displaystyle [g_{ij}]={\begin{pmatrix}-a(r)^{2}&0&0&0\\0&b(r)^{2}&0&0\\0&0&r^{2}&0\\0&0&0&r^{2}\sin ^{2}\theta \\\end{pmatrix}}}
(به شباهت های متریک در مختصات قطبی کروی سه بعدی توجه کنید). بنابراین عنصر خط عبارت است از: :
{\displaystyle ds^{2}=-a(r)^{2}\,dt^{2}+b(r)^{2}\,dr^{2}+r^{2}\,d\theta ^{2}+r^{2}\sin ^{2}\theta \,d\phi ^{2}.}

### فضای زمان کل
تعریف مستقل از مختصات مربع عنصر خط ds در این است: :
{\displaystyle ds^{2}=d\mathbf {x} \cdot d\mathbf {x} =g(d\mathbf {x} ,d\mathbf {x} )}
از نظر مختصات برابر با این رابطه است: :
{\displaystyle ds^{2}=g_{\alpha \beta }dx^{\alpha }dx^{\beta }}
که در این مورد، شاخص‌های α و β برای فضازمان از 0، 1، 2، 3 عبور می‌کنند. این فاصله زمان فضا است - اندازه گیری جدایی بین دو رویداد در فضا-زمان. در نسبیت خاص تحت تبدیل لورنتسها ثابت است. در نسبیت عام تحت دلخواه معکوس متمایزپذیر تبدیل‌های مختصات تغییر ناپذیر است.